# Markus Oberhauser
Markus Oberhauser (Saarbrücken, 23 de mayo de 1964) es un actor alemán también conocido por su personaje del reportero alemán Wolfgang Maier.

## Biografía
Tras licenciarse en marketing y administración de empresas estudió dirección y producción.de audiovisuales e interpretación en la Escuela TAI (1987-1990).  Completó sus estudios de interpretación  con Cristina Rota , John Strasberg , Alberto Miralles y Emilie Watson entre otros (1990-1993)
Sus primeras apariciones en la televisión fueron con personajes cómicos  en el programa matinal de Pepe Navarro El día por delante (1990).
Compagina su carrera de actor con la de Productor de eventos y comunicación Audiovisual . 
En 2014 se hace popular con su personaje de ficción del reportero alemán Wolfgan Maier , colaborando en el programa Así nos va 2014 y El hormiguero 3.0  de Antena 3 (2014-2017) con las secciones El español del año y Los reportajes de Wolfgang Maier en los que trata temas de actualidad en clave de humor, entrevistas a políticos 
En cine  ha participado en varias producciones nacionales e internacionales como The Promise  (2016) Gernika (2016) El ultimo Traje (2017) etc.
Además ha trabajado en series de televisión:  Delirios de amor (1989), El ministerio del tiempo (2015), Buscando el norte (2016), y actualmente en Amar es para siempre, de Antena3 donde interpreta al empresario alemán Wolfgang Andreas Holstein , alias "El Dobermann" etc.

## Filmografía

### Cine
- Las cartas de Alou   - Dir. Montxo Armendáriz (1990)
- Perdiendo el norte  - Dir. Nacho G. Velilla (2015)
- Gernika  - Dir. Koldo Serra (2016)
- The Promise  - Dir. Terry George (2016)
- El último traje - Dir. Pablo Solanz (2017)

### Televisión
- Delirios de amor - serie TVE (1989)
- El día por delante - TVE (1990)
- Así nos va  - La Sexta (2014)
- El ministerio del tiempo - serie TVE (2015)
- El Hormiguero - Antena 3 (2014-2018)
- Buscando el norte - serie Antena 3 (2016)
- Amar es para siempre serie Antena3  (2016-2017)
- Servir y proteger- serie TVE (2021)

### Cortometrajes
- Una esperanza  - Dir. Inmaculada Carballada, Pedro ComesañaInés Ligero (1987)
- Fantasía de Navidad  - Dir. Antonio Castaño,  Javier Fernández y Esther García (1987)
- La parada de taxi  - Dir. Luis de la Fuente (1988)
- La maldición de los sabionetas  - Dir. Elena González (1988)
- En penitencia, pólvora  - Dir. Salvador Vargas (1989)
- La Oportunidad  - Dir. Aida Berliavsky (1990)
- Te moriré siempre  - Dir. Fernando Merinero (1990)
- Y los sueños… ¿sueños son?   - Dir. Julio Zabala (1991)

### Teatro
- Juguemos en serio  - Dir. Markus Oberhauser (1989)